# 长汀站
长汀站位于福建省龙岩市长汀县，经过的铁路有赣龙铁路，2005年随赣龙铁路通车而启用。
根据2009年9月的环评赣龙铁路将在赣龙铁路复线启用后停止客运，在长汀县两线互通处将设长汀南站承当客运，长汀站以后将只负责货运。